# Хубдег
Хубдег (перс. خوبده) — село в Ірані, у дегестані Лафмеджан, в Центральному бахші, шагрестані Ляхіджан остану Ґілян. За даними перепису 2006 року, його населення становило 198 осіб, що проживали у складі 63 сімей.

## Клімат
Середня річна температура становить 14,68°C, середня максимальна – 28,70°C, а середня мінімальна – 0,14°C. Середня річна кількість опадів – 1165 мм.
| Клімат поселення                              | Клімат поселення | Клімат поселення | Клімат поселення | Клімат поселення | Клімат поселення | Клімат поселення | Клімат поселення | Клімат поселення | Клімат поселення | Клімат поселення | Клімат поселення | Клімат поселення | Клімат поселення |
| Показник                                      | Січ.             | Лют.             | Бер.             | Квіт.            | Трав.            | Черв.            | Лип.             | Серп.            | Вер.             | Жовт.            | Лист.            | Груд.            |                  |
| Середній максимум, °C                         | 9,40             | 9,63             | 12,09            | 18,07            | 22,00            | 25,72            | 28,70            | 28,30            | 25,16            | 21,32            | 16,93            | 12,58            |                  |
| Середня температура, °C                       | 4,78             | 5,00             | 7,47             | 13,44            | 17,40            | 21,10            | 24,32            | 23,98            | 20,82            | 16,98            | 12,60            | 8,24             |                  |
| Середній мінімум, °C                          | 0,14             | 0,38             | 2,86             | 8,82             | 12,78            | 16,50            | 20,00            | 19,60            | 16,47            | 12,62            | 8,25             | 3,89             |                  |
| Норма опадів, мм                              | 115              | 95               | 87               | 46               | 45               | 32               | 32               | 60               | 131              | 203              | 174              | 145              |                  |
| Середньомісячна швидкість вітру, м/с          | 2.40             | 2.50             | 2.50             | 2.40             | 2.40             | 2.62             | 2.60             | 2.31             | 2.10             | 2.09             | 2.00             | 2.10             |                  |
| Середньомісячна сонячна радіація, кДж/м²·день | 7013             | 9088             | 11067            | 15592            | 19841            | 21826            | 22394            | 18944            | 15455            | 10858            | 8635             | 6661             |                  |
| --------------------------------------------- | ---------------- | ---------------- | ---------------- | ---------------- | ---------------- | ---------------- | ---------------- | ---------------- | ---------------- | ---------------- | ---------------- | ---------------- | ---------------- |
| Джерело:                                      |                  |                  |                  |                  |                  |                  |                  |                  |                  |                  |                  |                  |                  |